# Конвой № 8301
Конвой № 8301 — японський конвой часів Другої світової війни, проведення якого відбувалось у липні — серпні 1943 року.
Вихідним пунктом конвою був Палау на заході Каролінських островів — важливий транспортний хаб, куди, зокрема, ходили з нафтовидобувних районів Індонезії. Пунктом призначення став атол Трук (нині Чуук) у центральній частині Каролінських островів, де до лютого 1944 року була головна база японського ВМФ в Океанії та транспортний хаб, що забезпечував постачання Рабаула (головна передова база в архіпелазі Бісмарка, з якої провадились операції на Соломонових островах та сході Нової Гвінеї) та східної Мікронезії.
До складу конвою увійшов лише один танкер «Теннан-Мару», тоді як охорону забезпечував мисливець за підводними човнами CH-28.
Загін вийшов із бази 30 липня 1943 року. На підходах до Палау та Труку традиційно діяли американські підводні човни. Утім, цього разу перехід пройшов без інцидентів, і 4 серпня конвой № 8301 успішно прибув на Трук.